# International Basketball League
International Basketball League (IBL) ist die Bezeichnung von professionellen Basketballligen, die bis auf einzelne Ausnahmen aus nordamerikanischen Vereinen bestanden oder bestehen:
- International Basketball League (1999–2001): Bei dieser Liga bestand eine enge Verflechtung zur Continental Basketball Association. Der Rechte-Kauf der 2001 in Konkurs gegangenen CBA durch Vereine von CBA und IBL führte zum endgültigen Zusammenschluss dieser beiden Ligen. Der Spielbetrieb wurde unter dem Namen der CBA weitergeführt und die IBL eingestellt.

- International Basketball League (seit 2004): Diese Liga ist eine 2004 gegründete Minor League. Ursprünglich als Sommerliga konzipiert, die von März bis Juli ihren Spielbetrieb hat, führt die Liga seit 2010 zusätzlich auch eine Spielzeit im Winter von November bis Januar durch.